# Marie Michálková-Martínková
Marie Michálková-Martínková (4. května 1886 Temelín-Lhota pod Horami – 28. ledna 1972 Plzeň) byla česká spisovatelka, básnířka a novinářka.

## Životopis
Marie Michálková-Martínková absolvovala hudební školu v Českých Budějovicích, kde byla žákyní Marie Provazníkové. Již od svého mládí psala básně a povídky do Píseckých listů a později do Českého deníku.
Jako společnice Emy Destinnové s ní prožila její závratnou kariéru, byla ředitelkou jejího zámku Stráž nad Nežárkou. Později zaměstnána jako redaktorka Ženské hlídky Českého deníku. Byla členkou Československé národní demokracie a poté Národního sjednocení. Další členství: Dnešní dílo, kuratorium Měšťanské hudební školy, Komitét českých dam Podkarpatskoruské matice, vzdělávací a zábavní výbor Měšťanské besedy. Jejím manželem byl Jan Michálek.
Udržovala styky s Jindřichem Jindřichem, K. M. Čapkem, Jaroslavem Čeledou, později korespondenční s kardinálem Josefem Beranem. Od roku 1922 žila v Plzni na adrese Polní 33.

## Dílo

### Básně
- Bludičky: sbírka básní, zhudebněná – 1924

### Próza
- Tamara – Praha: V. Horák a spol., 1935
- Strážská černá paní: životopisný román o Emě Destinnové – 1940
- Od Tyla k Jiráskovi – Praha: nakladatel Václav Petr, 1941
- Život Emy Destinnové: rozšířené vydání předchozího románu – 1946